# Chad Chayabutr
Chad Aaron Chayabutr (thailändisch แชด แอฬอน ชัยบุตร; * 13. Dezember 1991 in Portland, Oregon) ist ein thailändisch-US-amerikanischer Fußballspieler.

## Karriere
Chad Chayabutr erlernte das Fußballspielen in der Jugendmannschaft von den Portland Timbers im US-amerikanischen Portland, Oregon. Seinen ersten Vertrag unterschrieb er Mitte 2012 beim Chonburi FC im thailändischen Chonburi. Der Verein spielte in der ersten Liga des Landes, der Thai Premier League. Mit Chonburi wurde er am Ende der Saison Vizemeister. 2013 wechselte er zum Ligakonkurrenten TOT SC nach Bangkok. Hier stand er eine Saison unter Vertrag. Die Hinserie 2014 spielte er beim Drittligisten Chaiyaphum United FC. Mit dem Verein aus Chaiyaphum spielte er in der dritten Liga, der damaligen Regional League Division 2. Hier trat man in der North/Eastern Region an. Die Rückserie stand er beim Kalasin FC unter Vertrag. Der Verein aus Kalasin spielte ebenfalls in der dritten Liga. 2015 unterschrieb er einen Vertrag beim Zweitligisten BBCU FC. Ende 2015 wurde er mit dem Bangkoker Verein Tabellenvierter und stieg in die erste Liga auf. Für BBCU stand er 2016 einmal auf dem Spielfeld. Hier wurde er im Heimspiel am 18. Juni 2016 gegen den Chonburi FC in der 88. Minute für Nares Ritpitakwong eingewechselt. Ende 2016 stieg er mit BBCU wieder in die zweite Liga ab. Während der Hinserie 2017 wurde BBCU vom thailändischen Fußballverband gesperrt. Der Zweitligist Army United nahm ihn die Saison 2018 unter Vertrag. Nach der Saison wurde sein Vertrag nicht verlängert. Seit Anfang 2019 ist er vertrags- und vereinslos.

## Erfolge
Chonburi FC
- Thailändischer Vizemeister: 2012